# Брайен Фиц-Каунт
Брайен Фиц-Каунт (иногда Брайен Уоллингфордский или Брайен де Инсула; англ. Brien FitzCount; ок. 1100 — ок. 1150) — англонормандский рыцарь, сеньор Уоллингфорда и Абергавенни, активный участник гражданской войны в Англии 1135—1154 годов на стороне императрицы Матильды.

## Биография

### При дворе Генриха I
Брайен был незаконнорождённым сыном Алана IV, герцога Бретани и графа Нанта, за что и получил своё прозвище Фиц-Каунт, то есть «сын графа». Точная дата рождения Брайена неизвестна, во всяком случае он родился до 1112 года, когда Алан IV удалился в монастырь. Тесные связи между Бретанью и Англо-Нормандской монархией в начале XII века позволили послать юного Брайена на воспитание ко двору английского короля Генриха I. Король оказывал ему особое покровительство и лично посвятил в рыцари. Брайен Фиц-Каунт входил в ближайшее окружение Генриха I, с 1114 года подпись Брайена в качестве свидетеля прослеживается на значительной части хартий и грамот английского короля. От также был дружен с побочным сыном Генриха I Робертом Глостерским.
По протекции короля Брайен Фиц-Каунт около 1119 года женился на Матильде д’Ойли, наследнице замка и сеньории Уоллингфорд в Беркшире. Уоллингфорд в то время был одним из важнейших торговых и военных центров долины Темзы, что обеспечивало Брайену значительное влияние и существенный доход. Кроме того, от своего дяди Гамелина де Балюна Брайен получил в наследство замок Абергавенни в Валлийской марке, контролировавший Гвент и подступы к Брекнокширу.
Влияние Брайена Фиц-Каунта при дворе Генриха I неуклонно увеличивалось. В 1126 году под его охрану в Уоллингфордском замке король передал Галерана де Бомона, лидера мятежа в Нормандии. В 1127 году Брайен участвовал в тайных переговорах по вопросу союза Генриха I с Анжуйским графством, а затем сопровождал дочь короля Матильду в Нормандию для заключения брака с Жоффруа Анжуйским. Затем вместе с Робертом Глостерским Брайен осуществлял ревизию счетов королевского казначейства в Винчестере, а в 1131 году был назначен коннетаблем (констеблем) земель королевского домена. К этому времени Брайен стал одним из богатейших баронов Англии (в его владении находились земли в 10 графствах) и наиболее близких к королю людей (подпись Брайена фигурирует почти на всех королевских актах конца правления Генриха I).

### Участие в гражданской войне 1135—1154 гг.
После смерти Генриха I в 1135 году королевой Англии должна была стать его дочь императрица Матильда. Однако престол захватил Стефан Блуаский, племянник Генриха I. Бароны и духовенство Англии достаточно быстро признали Стефана королём Англии. Брайен Фиц-Каунт также был среди тех, кто принёс ему клятву верности. Однако Матильда не смирилась и начала войну за престол. Уже в 1136 году в Англии вспыхнули восстания в поддержку императрицы, а в Нормандии вступили войска супруга Матильды Жоффруа Анжуйского. Брайен первоначально не участвовал в столкновениях, но когда в 1139 году Матильда высадилась в Англии и на её сторону перешёл Роберт Глостерский, Брайен присоединился к мятежникам. Уже в 1139 году он захватил королевский замок Гросмонт в Монмутшире.
В дальнейшем, на протяжении всей гражданской войны, Брайен Фиц-Каунт оставался одним из самых последовательных приверженцев Матильды: в то время, как большинство её сторонников в зависимости от развития военной ситуации переходили на сторону короля и обратно, Брайен всегда оставался верным императрице. Причём его верность Матильде современники объясняли идеализмом и рыцарственностью, доходящей до романтической влюблённости. Замок Брайена Уоллингфорд стал главной базой императрицы в долине Темзы и самым восточным рубежом территории, контролируемой Матильдой и её сторонниками. Уоллингфорд представлял собой анклав власти императрицы в окружении владений короля и его баронов и периодически осаждался, впрочем без особого успеха, войсками Стефана.
В 1141 году после пленения короля Стефана в сражении при Линкольне Брайен Фиц-Каунт сопровождал императрицу в Лондон, а когда она была изгнана из города в результате восстания горожан, последовал за ней в Оксфорд. В сентябре 1141 года он участвовал в наступлении на Винчестер и Винчестерской битве, после которой, едва не попав в окружение, вместе с Матильдой бежал в Глостер. Разгром, однако, не сломил Брайена, и на протяжении последующих лет он продолжал активно участвовать в операциях против Стефана Блуаского. В 1142 году именно под охрану Брайена в Уоллингфорд из осаждённого Оксфорда по льду Темзы бежала императрица. В 1146 году Брайен был сам осаждён в Уоллингфорде войсками Стефана Блуаского и Ранульфа де Жернона, но смог отразить их атаки, а в 1147 году захватил один из замков епископа Винчестерского.
Помимо военных талантов Брайен Фиц-Каунт проявил также свой литературный дар: он стал автором памфлета, в котором доказывались права Матильды на престол Англии, а также получившего широкую известность письма Генриху Блуаскому, папскому легату и лидеру английского духовенства, в котором резко осуждалась нерешительность и политическое непостоянство этого прелата. Тем не менее, несмотря на все заслуги Брайена перед императрицей, он не получил от неё графского титула.
В 1141 году Брайен уступил свои валлийские владения (Абергавенни и Гросмонт) Вальтеру Фиц-Милю, сыну Миля Глостерского, ещё одного верного соратника императрицы Матильды.

### Конец жизни
О последних годах жизни Брайена Фиц-Каунта известно мало. Согласно хронике Абергавенни, он отправился в крестовый поход в Иерусалим и там скончался около 1147 года. Более вероятна другая версия, в соответствии с которой Брайен удалился в монастырь около 1150 года и вскоре умер.

## Брак и дети
Брайен Фиц-Каунт был женат (1119) на Матильде д’Ойли, дочери Роберта д’Ойли, участника нормандского завоевания Англии и сеньора Оксфорда и Уоллингфорда. Они имели двух сыновей, которые, однако, умерли в молодости от проказы. После смерти Брайена и Матильды их земли из-за отсутствия наследников вернулись в распоряжение английского короля.